# Beaumont des Crayères
Beaumont des Crayères is een champagnehuis dat in 1955 in Mardeuil bij Épernay werd gesticht.  Het huis, een samenwerkingsverband van meerdere wijnboeren met 86 hectare wijngaard, voorziet helemaal zelf in de behoefte aan druiven. Van de productie wordt 70% geëxporteerd.
De wijngaarden liggen in de Coteaux d'Épernay en in de gemeenten Cumières, Hautvillers, Dizy, Trépail, Avize, Le Mesnil-sur-Oger en Oger. Zij zijn voor 25% met chardonnay, voor 60% met pinot meunier en voor 15% met pinot noir beplant.

## Champagnes
- De Grand Réserve is de Brut Sans Année, de meest verkochte champagne en het visitekaartje van het huis. De assemblage van 15% pinot noir, 60% pinot meunier en 25% chardonnay werd aangevuld met de reserve uit eerdere jaren. Zo kan het huis ook in mindere jaren een constante kwaliteit en stijl garanderen.
- De Grand Prestige werd van 40% pinot noir, 20% pinot meunier en 40% chardonnay gemaakt.
- De Grand Nectar is een Demi-Sec, een zoete champagne van 15% pinot noir, 60% pinot meunier en 25% chardonnay
- De Grand Rosé is een roséchampagne van 25% chardonnay, 15% pinot noir en 60% pinot meunier
- De Fleur de Meunier is een Brut Nature, een champagne waaraan geen dosage suiker werd toegevoegd.
- De Fleur de Prestige is een assemblage van 50% pinot noir, 10% pinot meunier en 40% chardonnay
- De Fleur Blanche is een blanc de blancs van uitsluitend chardonnay. Men gebruikte hiervoor de beste druiven van de oogst; de coeur de cuvée.
- De Fleur de Rosé is een roséchampagne van 30% chardonnay, 60% pinot noir en 10% pinot meunier
- De Fleur de Noir is een blanc de noirs, een witte wijn van blauwe, de Fransen zeggen "zwarte", druiven. Men gebruikt 30% pinot meunier en 70% pinot noir.
- De Nostalgie 2002 is een millésime van 65% chardonnay, 30% pinot noir en 5% pinot meunier uit dat wijnjaar. De pinot meunier die door Champagne Beaumont des Crayères veel wordt gebruikt, geeft de champagne fruitige smaak, maar wijn van deze druif rijpt slecht. Daarom is het aandeel van de pinot meunier in de millésime die lang op gist mocht rijpen gering.